# Simoceratinae
Los simoceratinos (Simoceratinae) son una subfamilia de aspidocerátidos (familia de amonitas de la superfamilia de los perisfinctáceos) que vivió durante la mayor parte del Jurásico tardío, especialmente en los reinos del Pacífico y Tethyan. Los primeros géneros se parecen más a Perisphinctidae y tienen aberturas estrechas. Más tarde, las formas más aberrantes no se constriñen y desarrollan venters acanalados o cóncavos.